# Adolf Aber

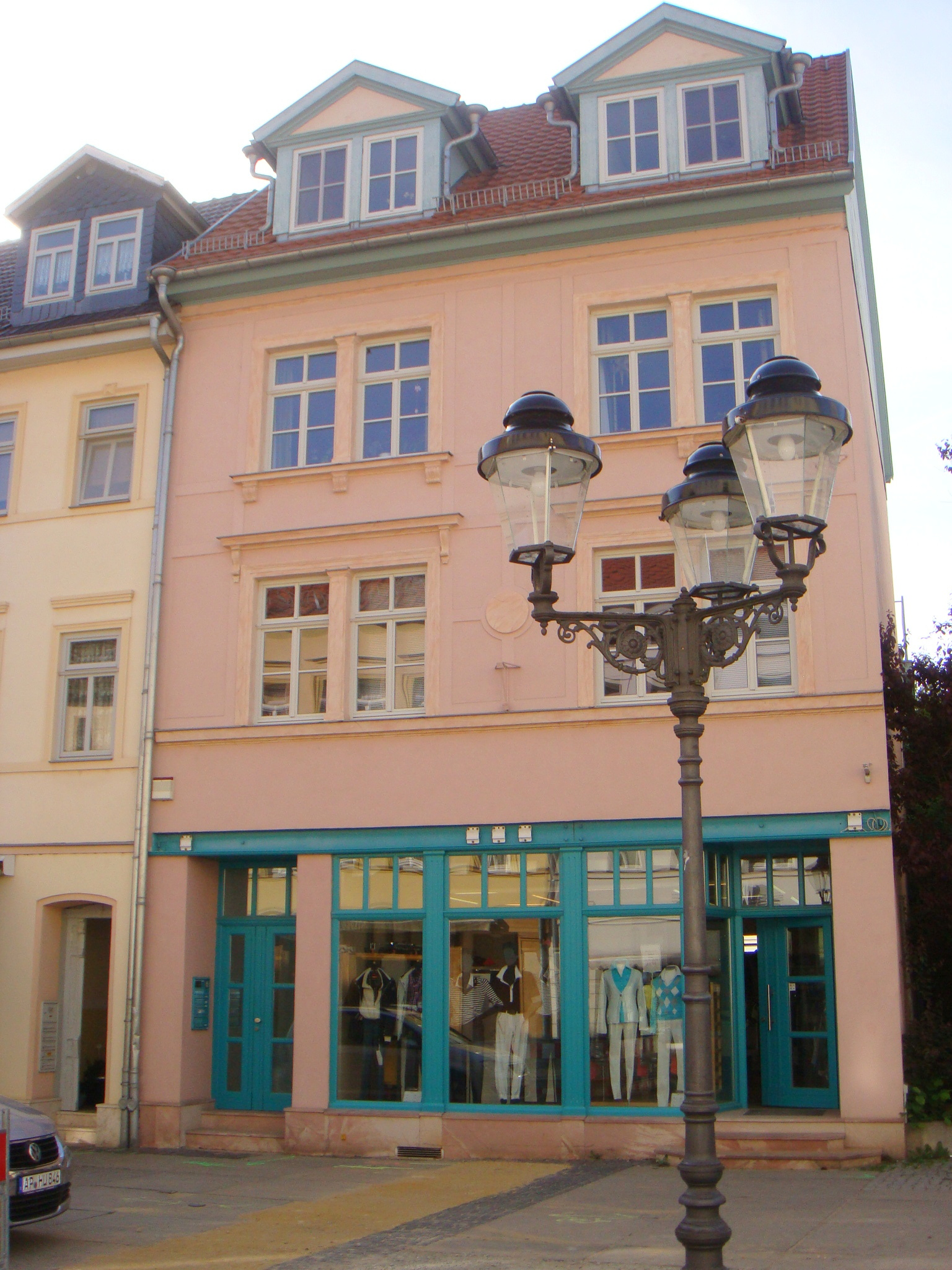
Geschäftshaus von Emanuel Aber und Geburtshaus von Adolf Aber in Apolda, Bahnhofstraße 7

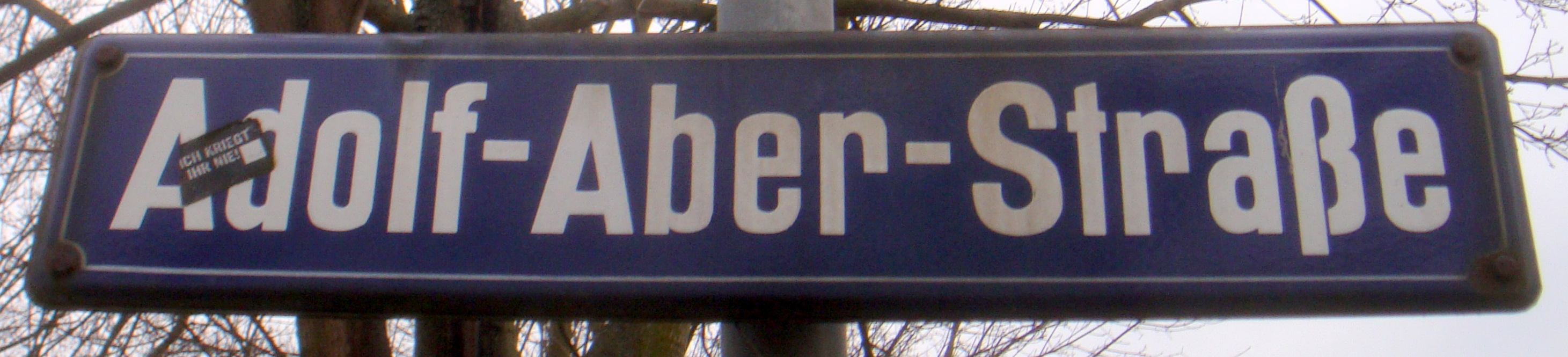
Straßenschild der Ausfallstraße nach Jena

Adolf Aber (* 28. Januar 1893 in Apolda; † 21. Mai 1960 in London) war ein deutsch-britischer Musikwissenschaftler und Kritiker.

## Leben
Adolf Aber verlebte seine Kindheit in Apolda, wo sein Vater Emanuel Aber ein Herrenkonfektionsgeschäft führte. Die Familie war jüdischer Herkunft. Schon früh erkannte man seine besondere musikalische Begabung. 1911 legte er als Primaner auf dem Realgymnasium Weimar sein Abitur ab, was ihm in Apolda erst mit Vollreife 1914 möglich gewesen wäre. Im gleichen Jahr ging er an die Berliner Universität und studierte dort Musikwissenschaften. Hermann Kretzschmar (1848–1924) wurde sein Lehrer. Seine Doktorarbeit mit dem Titel „Die Pflege der Musik unter den Wettinern und wettinischen Ernestinern von den Anfängen bis zur Auflösung der Weimarer Hofkapelle 1662“ wurde als so bedeutend eingestuft, dass sie 1921 in Buchform erschien.
Im Jahr 1919 siedelte Aber nach Leipzig über, wo er für die Leipziger Neuesten Nachrichten, damals eine der bedeutendsten Tageszeitungen Deutschlands, als Kritiker und von 1913 bis 1933 als Musikreferent tätig war und einige seiner wichtigsten Buchpublikationen erschienen: 1922 das „Handbuch der Musikliteratur in systematisch-chronologischer Anordnung“ (Reprint 1967), 1924 „Instrumente und ihre Sprache“, 1926 „Die Musik im Schauspiel. Geschichtliches und Ästhetisches“. Ab 1927 war er Mitinhaber des Musikverlags „Friedrich Hofmeister (Edition Germer)“ in Leipzig. Für seine Berichterstattungen boten ihm die Konzerte des Gewandhausorchesters, die Aufführungen der Leipziger Oper und des Thomanerchores in der Thomaskirche reichen Stoff. Er schloss mit vielen Komponisten, wie z. B. Richard Strauss Freundschaft. Mit der Machtübernahme der Nationalsozialisten emigrierte Aber mit seiner Frau Mignon Aber, geb. Platky, nach London. Er wurde Mitarbeiter, später Verlagsdirektor, des heute noch existierenden Musikverlags Novello & Co. (gegründet von Vincent Novello), druckte die Kompositionen früher Leipziger Thomaskantoren, wie Johann Hermann Schein und Johann Kuhnau, und machte sich insbesondere durch die Förderung deutscher Musik im Ausland verdient, was wegen der Abneigung der Engländer gegen alles Deutsche nicht einfach war. Durch Abers engagiertes Wirken gelang die Verbreitung volkstümlicher Gesänge von Franz Schubert, Robert Schumann und Johannes Brahms. Er machte zeitgenössische Komponisten wie Fritz Jöde und Cesar Bresgen in England bekannt.
Für seine Leistungen wurde er 1958, zu seinem 65. Geburtstag, mit dem Großen Verdienstkreuz ausgezeichnet. Im Anschluss wurden er und seine Frau von Königin Elisabeth II. empfangen.
Am 21. Mai 1960 starb Adolf Aber nach kurzer Krankheit in London. In einem Nachruf des Verlages „Novello & Co.“ heißt es über ihn: „Adolf Aber – ein Mann umfassender Kultur und anregenden Temperaments. Er wird sehr vermißt werden, sowohl in Verlagskreisen als auch in der großen Runde seiner Freunde, unter denen viele zu den bedeutendsten Musikern unserer Zeit gehören.“ Die Stadt Apolda ehrte sein Andenken 1992 mit der Umbenennung der ehemaligen Philipp-Müller-Straße in Adolf-Aber-Straße.

## Schriften
- 1921 Dissertation Die Pflege der Musik unter den Wettinern und wettinischen Ernestinern von den Anfängen bis zur Auflösung der Weimarer Hofkapelle 1662
- 1922 Handbuch der Musikliteratur in systematisch-chronologischer Anordnung (erschien 1967 als Reprint)